# Natalia Sedova

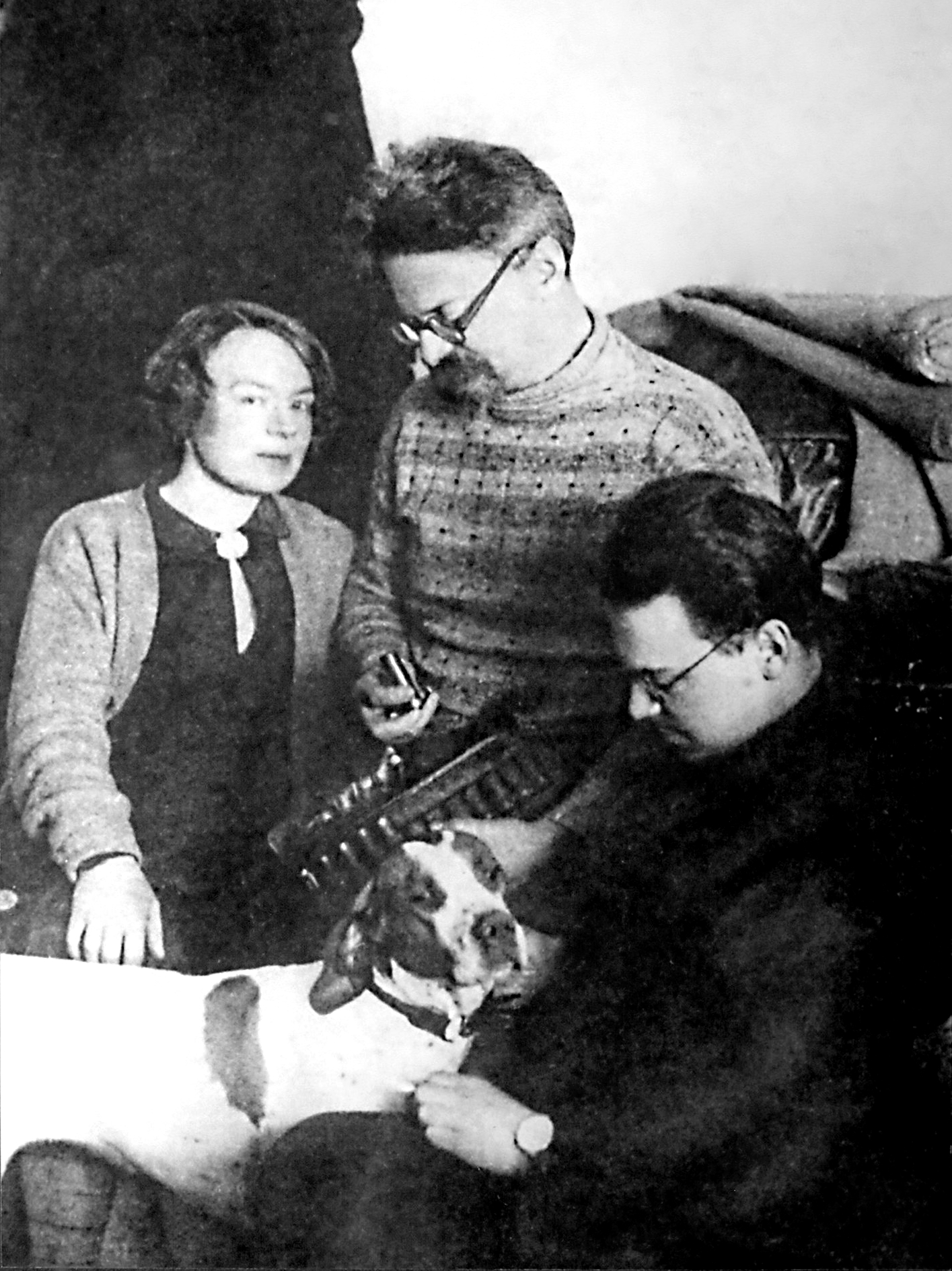
Natalia cu soţul şi fiul

Natalia Ivanovna Sedova (n. 5 aprilie 1882 - d. 23 ianuarie 1962) a fost a doua soție a lui Lev Troțki.
1. ↑  Natalia Sedova, SNAC, accesat în 9 octombrie 2017
2. ↑  Le Monde, 25 ianuarie 1962
3. ↑  Autoritatea BnF, accesat în 10 octombrie 2015